# گاواراوارام
گاواراوارام (به انگلیسی: Gavaravaram) یک منطقهٔ مسکونی در هند است که در Eluru (rural) mandal واقع شده‌است. گاواراوارام ۱٫۴۰ کیلومتر مربع مساحت و ۱۰٬۰۲۹ نفر جمعیت دارد و ۲۲ متر بالاتر از سطح دریا واقع شده‌است.